# الثراء المزعوم
المتسلقون الاجتماعيون (بالفلبينية: Sosyal Climbers‏) أو الثراء المزعوم حسب ترجمة نتفليكس العربية هو فيلم كوميديا رومانسية لعام 2025 من إنتاج وكتابة وإخراج جيسون بول لاكسامانا. يقوم ببطولته كل من ماريس ركال وأنتوني جيننغز في أول ظهور لهما كثنائي حب في الأفلام. in their film debut as a love team.
تم عرض الفيلم عالميًا على منصة نتفليكس في 27 فبراير 2025، واحتل المركز الأول في قائمة أفضل 10 أفلام على نتفليكس في الفلبين.

## القصة
تجد جيسا وراي نفسيهما غارقين في ديون ضخمة بعد تعرضهما لعملية احتيال. في البداية، يبدو الوضع ميؤوسًا منه، لكن سرعان ما تلوح لهما فرصة للحصول على المال الذي يحتاجانه. باستخدام هويات مزيفة، يتمكن الثنائي من التسلل إلى عالم الطبقة الراقية. يبدوان قريبين من الحياة التي طالما حلما بها، لكن الخداع الذي يعيشان فيه يتطلب الكثير من الدهاء ويهدد بالانكشاف في أي لحظة، في الوقت الذي توضع فيه أخلاقهما وعلاقتهما على المحك.

## طاقم التمثيل
- ماريس راكال بدور جيسا بالوارتي / جين بينيلوب ريغالادو

- أنتوني جيننغز بدور راي كروز / رونالدو رييس ريغالادو

- ريكي دافاو بدور السيد ويندل تيكسون

- كارمي مارتن بدور مادلين مونتيسيلو

- بارت غينغونا بدور فيديل مونتيسيلو

- تشيسكا إينيغو بدور لافينيا

- ماريسا سانشيز بدور إليز

- راكيل بارينيو بدور روبي

بام أرامبولو بدور جينيفيف
- شانايا غوميز بدور كارلوتا

- جان سيلفيريو بدور بلو

- ستار أورجاليزا بدور إينداي

- راوول مونتيسا بدور بوس غيل

- إسنير رانولو بدور شي

- في جاي مندوزا بدور تيميو

## وصلات خارجية
- الثراء المزعوم على موقع IMDb (الإنجليزية)
- الثراء المزعوم على موقع نتفليكس (الإنجليزية)
- الثراء المزعوم على موقع قاعدة بيانات الفيلم (الإنجليزية)